# عبد الفتاح موداني
عبد الفتاح موداني (مواليد 30 يوليو 1956) هو لاعب كرة قدم. يلعب مع منتخب المغرب لكرة القدم. سبق له أن لعب في كأس العالم لكرة القدم مع منتخب بلاده.

## روابط خارجية
- عبد الفتاح موداني على موقع الاتحاد الدولي (مؤرشف)  (الإنجليزية)
- عبد الفتاح موداني على موقع قاعدة بيانات كرة القدم.إي يو (الإنجليزية)
- عبد الفتاح موداني على موقع عالم كرة القدم.نت (الإنجليزية)